# Андрух Іван Антонович
Іва́н Анто́нович А́ндрух (Авраменко; 25 березня 1896, с. Болестрашичі біля Перемишля — 29 серпня 1921, Київ) — український військово-політичний діяч, командир полку Дієвої армії УНР. Співзасновник УВО.

## Життєпис

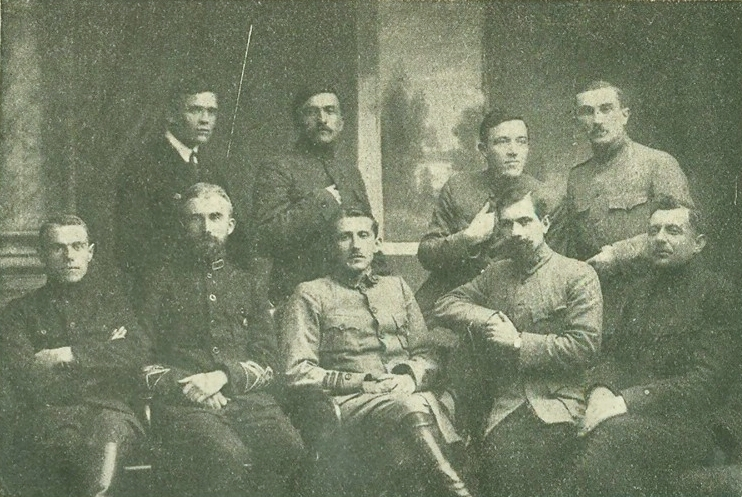
Штаб Січових Стрільців після розформування (1920): сидять зліва направо Михайло Матчак, Андрій Мельник, Євген Коновалець, Роман Сушко, Іван Даньків; стоять зліва направо Іван Андрух, Роман Дашкевич, Василь Кучабський, Ярослав Чиж

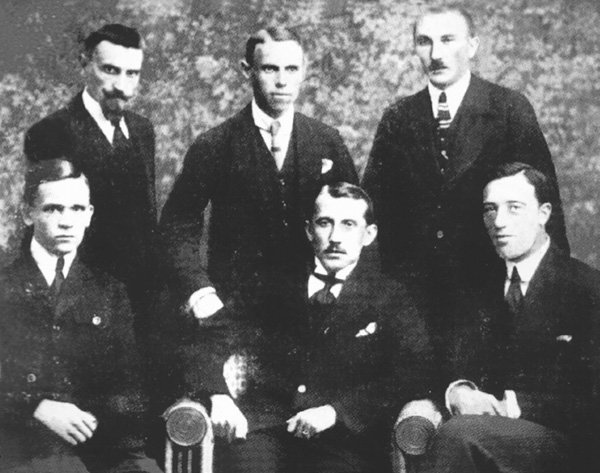
Члени Стрілецької ради у Празі в липні 1920 року. Зліва направо сидять: Іван Андрух, Євген Коновалець, Василь Кучабський; стоять: Іван Чмола, Михайло Матчак, Ярослав Чиж

Народився у селі Болестрашичі біля Перемишля. У 1916 екстерном закінчив Перемиську гімназію. Навчався у Львівському університеті. Один з активних організаторів «Січей» у Галичині.

### Участь у Першій світовій війні
На початку Першої світової війни був покликаний до австро-угорської армії, вступив до складу Легіону Українських Січових Стрільців. За бойові заслуги був підвищений до рангу підхорунжого Легіону УСС. На початку вересня 1916 року у битві на горі Лисоні (неподалік від Бережан) потрапив до російського полону і був переправлений у концтабір для військовополонених Дубовка під Царициним (нині — Волгоград).

### На службі Україні
13 січня 1918 року разом з іншими полоненими старшинами УСС прибув до Києва, де став одним зі старшин Галицько-Буковинського куреня Січових стрільців у військах Центральної Ради. З 1 березня 1918 року — командир сотні 1-го куреня 4-го (1-го) Січового полку.
З травня 1918 року служив у бомбометній сотні 2-го Запорізького полку Армії Української Держави, надалі — командир 3-ї кулеметної сотні цього полку.
Наприкінці вересня 1918 року, після дозволу гетьмана Павла Скоропадського на формування Окремого пішого загону Січових стрільців Армії Української Держави, на чолі своєї сотні виїхав до Білої Церкви, місця формування загону. З кінця листопада 1918 року командував куренем 1-го полку Січових стрільців військ Директорії. З середини липня 1919 року і до розформування Корпусу Січових стрільців (6 грудня 1919 року) — командир 28-го (1-го) полку Січових стрільців Дієвої армії УНР. 23 листопада 1919 в Любарі гайдамацька бригада отамана О. Волоха роззброїла 1-й полк Січових стрільців й заарештувала його командира Андруха.
У боях з червоними був важко поранений.

### Співзасновник УВО
Після розпуску Корпусу Січових стрільців перебував у таборах інтернованих українських вояків, звідки переїхав у Чехо-Словаччину до сформованої з вояків УГА Української бригади, у місто Німецьке Яблонне. В еміграції провадив організаційну роботу серед колишніх українських старшин. У липні 1920 року став співзасновником Української військової організації (УВО). У 1920—1921 рр. — крайовий комендант Української Військової Організації на Східних Українських Землях (СУЗ).
Очолював робітничу сотню на Закарпатті. У 1921 році легально повернувся у Радянську Україну з метою розгортання підпільної боротьби проти більшовиків. Був схоплений ЧК у справі Київського Повстанчого центру. 28 серпня 1921 року засуджений до розстрілу. Розстріляний.
Реабілітований 29 липня 1996 року.

## Нагороди
- 10 листопада 1914 нагороджений Медаллю за Хоробрість 2-го класу.

## Вшанування пам'яті
У Боярці існує вулиця Івана Андруха.
20 жовтня 2019 року у Боярці, на вулиці названій на його честь, відкрито меморіальну дошку.